# It's The Dreamer In Me
"It's the Dreamer in Me" is een lied gecomponeerd door Jimmy Dorsey en Jimmy Van Heusen in 1938. Het werd voor het eerst opgenomen door "Jimmy Dorsey and His Orchestra" met de zanger Bob Eberly. Het is een en and pop klassieker.
Jimmy Dorsey and His Orchestra brachten het lied uit onder Decca 78, 1733B, Matrix # 63433, in 1938. Het werd ook gebruikt in de kortfilm over Jimmy Dorsey en zijn orkest van "Warnes Bros", geregisseerd door Lloyd French van 1938.
Jimmy Dorsey componeerde de muziek. De tekst werd geschreven door Jimmy Van Heusen.